# Valley City (Illinois)
Valley City és una població dels Estats Units a l'estat d'Illinois. Segons el cens del 2000 tenia 14 habitants.

## Demografia
Segons el cens del 2000, Valley City tenia 14 habitants, 4 habitatges, i 3 famílies. La densitat de població era de 27 habitants/km².
Dels 4 habitatges en un 25% hi vivien nens de menys de 18 anys, en un 75% hi vivien parelles casades, en un 0% dones solteres, i en un 25% no eren unitats familiars. En el 25% dels habitatges hi vivien persones soles el 25% de les quals corresponia a persones de 65 anys o més que vivien soles. El nombre mitjà de persones vivint en cada habitatge era de 3,5 i el nombre mitjà de persones que vivien en cada família era de 4.
Per edats la població es repartia de la següent manera: un 14,3% tenia menys de 18 anys, un 35,7% entre 18 i 24, un 21,4% entre 25 i 44, un 21,4% de 45 a 60 i un 7,1% 65 anys o més.
L'edat mediana era de 32 anys. Per cada 100 dones de 18 o més anys hi havia 71,4 homes.
La renda mediana per habitatge era de 41.250 $ i la renda mediana per família de 41.250 $. Els homes tenien una renda mediana de 36.250 $ mentre que les dones 0 $. La renda per capita de la població era de 6.833 $. Cap de les famílies estaven per davall del llindar de pobresa.

## Poblacions més properes
El següent diagrama mostra les poblacions més properes.